# Sexsmith (Alberta)
Sexsmith ist ein Ort in der kanadischen Provinz Alberta mit rund 2600 Einwohnern. Er entstand ab 1911, erhielt seinen heutigen Namen 1916 und liegt in einem der bedeutenden Zentren für die Weizenproduktion in Kanada. 

## Geschichte
1911 wurde die Ortschaft als Bennville gegründet. Der Name ging auf den Siedler J.B. „Benny“ Foster zurück, auf dessen Land sie entstanden war. Es existierte jedoch bereits eine Stadt dieses Namens, daher wurde der Ort nach David Sexsmith benannt, einem Fallensteller und Händler, der erstmals 1898 in die Gegend gekommen war. Dort hatte er 1912 eine Unterkunft für Reisende etwas nördlich der ersten Siedlung errichtet. 1916 eröffnete er einen Laden und ein Postamt an der Stelle des heutigen Ortes, den bald eine Eisenbahnlinie erreichte.
Es entstanden Bird's Grocery, MacEwan Hardware und das Weicker Hotel. 1929 hatte Sexsmith bereits 250 Einwohner und wurde zum Village erhoben, einem Dorf mit einer gewissen Selbstverwaltung. Als einer der ersten Orte im Peace River Country war Sexsmith vollständig besiedelt, d. h. alle Grundstücke (Lots) waren vergeben. 1917 entstanden bereits die ersten Förderanlagen für Weizen, bis 1949 wurde die Region einer der bedeutendsten Weizenlieferanten des Britischen Weltreichs.
1933 lieh sich der örtliche Frauenverband erstmals Bücher bei der University of Alberta Extension Library aus. 1946 eröffnete der Young People's Club eine erste öffentliche Bibliothek, noch im selben Jahr übernahm das Women's Institute die Bibliothek, die mehrfach umzog. Sie wurde schließlich nach der Bibliothekarin Kay Shannon, die zwischen 1960 und 1975 das Haus leitete, benannt und heißt seither Sexsmith Shannon Municipal Library. 2005 hatte das Haus rund 20.000 Medien zur Verfügung.
1976 hatte Sexsmith 1.046 Einwohner, im selben Jahr siedelte sich Northen Alberta Rapeseed an, ein Unternehmen mit 80 Angestellten. Bis 2006 wuchs die Bevölkerung auf 1.959 Einwohner an, während es 2001 noch 1.653 gewesen waren. Bis zum Zensus 2011 war die Einwohnerzahl nochmals angewachsen und betrug 2.418 Einwohner.

## Museumsgesellschaft
Durch die Arbeit an einer Publikation zur Geschichte des Ortes entstand 1980 die Sexsmith to the Smoky Historical Society. Sie heißt inzwischen Sexsmith and District Museum Society. Von 1984 bis 1989 wurde der Nels Johnson Blacksmith Shop restauriert. 1990 brachte die Museumsgesellschaft den Bahnhof der NAR wieder zurück an den ursprünglichen Standort und restaurierte das Bauwerk. Auch ein Gleisstück wurde in traditioneller Technik wiederhergestellt. Am 20. Juni 1995 spendete CN Rail einen Güterzugbegleitwagen, einen sogenannten Caboose. 1996 verbrachte die Museumsgesellschaft eine Blockscheune in die Stadt und stellte sie neben der Schmiede auf, wo sich früher eine ähnliche Scheune befunden hatte. Hinzu kam eine Blockhütte. 2002 erwarb die Gesellschaft das Gebäude der Frontier Lumber Company und begann es zu restaurieren. Vor allem wurden an der Hauptstraße im Ortskern die Ladenfronten restauriert. Ein Komitee soll Richtlinien erarbeiten, nach denen die Stadt im Stil der 20er und 30er Jahre restauriert werden soll. 2003 wurden an 17 Gebäuden Inschriften angebracht, die die Häuser als historische Gebäude kennzeichnen.

## Belege
1. ↑  Statistics Canada: Census Profile, 2016 Census – Sexsmith, Town (Census subdivision), Alberta and Alberta (Province), abgerufen am 9. Mai 2021
2. ↑  Geschichte der Bibliothek (Memento des Originals vom 20. Dezember 2010 im Internet Archive)  Info: Der Archivlink wurde automatisch eingesetzt und noch nicht geprüft. Bitte prüfe Original- und Archivlink gemäß Anleitung und entferne dann diesen Hinweis.
3. ↑  Sexsmith Community Profile. Census 2011. In: Statistics Canada. 30. Juli 2012, abgerufen am 14. August 2012 (englisch).
4. ↑  Abbildungen der Gebäude (Memento des Originals vom 28. August 2011 im Internet Archive)  Info: Der Archivlink wurde automatisch eingesetzt und noch nicht geprüft. Bitte prüfe Original- und Archivlink gemäß Anleitung und entferne dann diesen Hinweis.